# 小金
小金（こがね）は、千葉県松戸市の地名。本項では小金清志町（こがねきよしちょう）、小金上総町（こがねかずさちょう）、上総内（かずさうち）についても述べる。

## 地理
松戸市の北東部に位置している。住居表示未実施。

### 小金
小金地域や小金地区の中心地。現行の行政地名は小金（丁目なし）。郵便番号は270-0014。
域は小金宿通り（旧水戸街道）沿いに南北へ広がっている。北小金駅前には商業施設（ピコティ北小金など）があり、南方に進むにつれてマンションや新興住宅地、古い寺院（東漸寺や一月寺など）が広がる。小金原や新松戸には小金の飛地がある。

### 小金清志町
現行の行政地名は小金清志町一丁目から小金清志町三丁目。郵便番号は270-0016。
地名の由来は松戸市長を2期務め、マツモトキヨシの創業者でもある松本清からきている。

### 小金上総町
現行の行政地名は小金上総町（丁目なし）。郵便番号は270-0015。
小金清志町と小金上総町はどちらも住宅街が広がる。

### 上総内
現行の行政地名は上総内（丁目なし）。郵便番号は270-0018。
地名としては常磐線線路敷に残るのみとなっている。線路敷内のため、人は住んでいない。

## 歴史
小金は金々とも書かれて室町時代にその名が出てくるが、近世には水戸街道千住宿から3つ目の宿場町である小金宿が置かれていた。1889年（明治22年）には上総内村、幸田村、中金杉村、平賀村、殿平賀村、東平賀村、久保平賀村、小杉町が合併して小金町となった。さらに1954年（昭和29年）に小金町、柏町、田中村が合併して東葛市となったが、すぐに旧小金町の大部分は境界変更して松戸市に編入された。野馬の放牧地であった小金牧の管理を世襲で任されていた小金町の綿貫十右エ門の屋敷は現在の北小金駅付近にあった。

## 世帯数と人口
2020年（令和2年）8月31日現在の世帯数と人口は以下の通りである。上総内については統計が取られていない（統計上0人扱い）。

### 小金
| 大字 | 世帯数    | 人口    |
| ---- | --------- | ------- |
| 小金 | 2,216世帯 | 4,376人 |

### 小金清志町
| 丁目             | 世帯数    | 人口    |
| ---------------- | --------- | ------- |
| 小金清志町一丁目 | 209世帯   | 413人   |
| 小金清志町二丁目 | 441世帯   | 938人   |
| 小金清志町三丁目 | 557世帯   | 916人   |
| 計               | 1,207世帯 | 2,267人 |

### 小金上総町
| 大字       | 世帯数  | 人口    |
| ---------- | ------- | ------- |
| 小金上総町 | 589世帯 | 1,231人 |

## 小・中学校の学区
市立小・中学校に通う場合、学区は以下の通りとなる。（詳しい番地については小中学校通学区域を参照のこと）

### 小金
| 大字     | 番地                 | 小学校                 | 中学校                 |
| -------- | -------------------- | ---------------------- | ---------------------- |
| 小金     | 一部                 | 松戸市立小金小学校     | 松戸市立小金南中学校   |
| 小金     | 1,708番地～1,709番地 | 松戸市立栗ケ沢小学校   | 松戸市立栗ケ沢中学校   |
| 小金     | 一部                 | 松戸市立殿平賀小学校   | 松戸市立小金中学校     |
| 小金     | 一部                 | 松戸市立新松戸西小学校 | 松戸市立新松戸南中学校 |
| 小金飛地 | 全域                 | 松戸市立旭町小学校     | 松戸市立旭町中学校     |

### 小金清志町
| 大字       | 番地 | 小学校             | 中学校               |
| ---------- | ---- | ------------------ | -------------------- |
| 小金清志町 | 全域 | 松戸市立小金小学校 | 松戸市立小金南中学校 |

### 小金上総町
| 大字       | 番地 | 小学校             | 中学校               |
| ---------- | ---- | ------------------ | -------------------- |
| 小金上総町 | 全域 | 松戸市立小金小学校 | 松戸市立小金南中学校 |

### 上総内
| 大字   | 番地 | 小学校             | 中学校               |
| ------ | ---- | ------------------ | -------------------- |
| 上総内 | 全域 | 松戸市立小金小学校 | 松戸市立小金南中学校 |

## 交通

### 鉄道
- JR東日本常磐線（各駅停車）：北小金駅

### 道路
- 小金宿通り（旧水戸街道）
- 千葉県道280号白井流山線
- 域内を走っていないが、国道6号なども利用可能。

### バス
「北小金駅」バス乗り場は、南口駅前広場1-5番乗り場。「北小金駅北口」バス乗り場は、北口京葉銀行前道路上。
- 東武バスイースト沼南営業所
  - 北小金01：南柏駅東口 - 庚申塚 - 北小金駅
- 松戸新京成バス
  - R1：北小金駅→北小金駅入口→ハワイ通り→殿内→東若芝→行政センター→小金下町→北小金駅 小金原団地循環右回り
  - R2：北小金駅→北小金駅入口→ハワイ通り→殿内→東若芝→行政センター→バス案内所
  - L3：北小金駅→北小金駅入口→ハワイ通り→行政センター→東若芝→殿内→小金下町→北小金駅 小金原団地循環左回り
  - L4：北小金駅→北小金駅入口→ハワイ通り→行政センター→東若芝→殿内→バス案内所
  - 23：北小金駅 - 北小金駅入口 - 根木内 - 西新田 - 殿内 - バス案内所
  - 10：北小金駅→北小金駅入口→北小金駅北口→配水場前→幸田→北小金駅北口→北小金駅 幸田循環
  - 13：北小金駅→北小金駅入口→小金小学校→小金下町→貝の花小学校→貝の花→小金下町→北小金駅 貝の花小循環
  - 13：北小金駅→北小金駅入口→小金小学校→小金下町→貝の花小学校→貝の花
  - 小金7：北小金駅 - 北小金駅入口 - ハワイ通り - 萬福寺前 - バス案内所

### タクシー
- 北小金駅前広場 タクシー乗り場
  - 小金交通
  - 小金タクシーなど

## 主な施設

### 名所
- 東漸寺
- 一月寺
- 妙典寺
- 八坂神社

### 公共施設
- 松戸市 小金支所
  - 松戸市 小金保健福祉センター
- 松戸市立小金小学校
- 松戸市立小金保育所

### 商業施設（全般）
- スキップ北小金
  - フレッシュベーカリー神戸屋 北小金駅店
  - マツモトキヨシ 北小金駅店
- 秋山ビル
  - 日高屋 北小金店
- ピコティ北小金 西館
  - 名店街
- ピコティ北小金 東館
  - イオン北小金店
    - ソフトバンク北小金
    - ミスタードーナツ イオン北小金ショップ
    - マクドナルド イオン北小金店 など
- マツモトキヨシ 小金店
- コモディイイダ 北小金店
- ファミリーマート 松戸小金店
- ミニストップ 北小金店

### 商業施設（金融機関）
- 千葉興業銀行 小金支店
- 京葉銀行 北小金支店
- みずほ銀行 北小金支店
- りそな銀行 北小金支店

### 教育機関
- ニホン国際ITカレッジ

### 大規模な集合住宅
- グランスイート北小金
- ピコティ北小金西館
- ピコティ北小金東館
- 松戸北小金パークホームズ